# Illinois (země)
Illinois čili země Illinois nebo Illinoiská země (francouzsky Pays des Ilinois, anglicky Illinois Country), někdy označovaná jako Horní Louisiana (anglicky Upper Louisiana, francouzsky Haute-Louisiane, španělsky Alta Luisiana), bylo rozsáhlé historické území náležející do Nové Francie od roku 1675 do 1765. Nacházela se v dnešním středozápadu Spojených států a zahrnovala celé povodí horní Mississippi až po soutok s Missouri. Tehdejší francouzské koloniální osídlení bylo soustředěno podél řek Mississippi a Illinois, s předsunutými základnami v Indianě. Oblast byla prozkoumána z Green Bay až k řece Arkansas v roce 1673 kanadskou expedicí Louise Jollieta a Jacquese Marquetta. Území bylo osídleno především za účelem kožešinového obchodu a postupem doby odtud Francouzi vyráželi proti proudu Missouri dále na západ, až ke Skalnatým horám. Francouzské jméno Pays des Ilinois odkazuje na někdejší Illinoiskou konfederaci tvořenou spřízněnými algonkinskými kmeny.
Původně byla Illinoiská země řízena francouzskou provincií Kanada, ale v roce 1717 byla připojena na příkaz Ludvíka XV. k francouzské provincii Louisiana, přičemž severovýchodní správní hranice ležela poněkud neurčitě na horním toku řeky Illinois. Území se tak stalo známým jako „Horní Louisiana“. V polovině 18. století patřily mezi hlavní osady Cahokia, Kaskaskia, Chartres, Saint Philippe a Prairie du Rocher, vše na východní straně Mississippi v dnešním Illinois, dále Ste. Genevieve na druhé straně řeky v dnešním Missouri, a Fort Vincennes v dnešní Indianě.
V důsledku francouzské porážky ve francouzsko-indánské válce v roce 1764 byla země Illinois na východ od řeky Mississippi postoupena Britům a stala se součástí britské provincie Quebec. Země západně od řeky byla postoupena Španělům (španělsky se nazývala Luisiana).
Během americké revoluce vedl George Rogers Clark z Virginie Illinoiskou kampaň proti Britům. Illinoiská země na východ od řeky Mississippi spolu s tehdejší velkou částí země Ohio se stala součástí Virginského Illinois county (správní obvod, kraj) na základě dobyvatelského práva. Kraj byl zrušen v roce 1782 a v roce 1784 své nároky na území Virginie postoupila. Část oblasti byla začleněna do Severozápadního teritoria Spojených států. Název potom přežil ve formě Illinoiské teritorium v letech 1809 až 1818 a následně ve formě stát Illinois po jeho přijetí do unie v roce 1818. Zbytkovou část země Illinois západně od Mississippi získaly USA v Louisianské koupi v roce 1803.